# Кшиштоф Семьон
Кшиштоф Семьон (пол. Krzysztof Siemion, 1 лютого 1966) — польський важкоатлет.
Срібний призер Олімпійських Ігор 1992 року в категорії 82,5 кг, учасник 1988, 2000 років.